# Florin Barbu
Florin Barbu (n. 6 aprilie 1974, Sibiu, România) este un basist cunoscut pentru activitatea sa în mai multe formații rock din România (Timpuri Noi, Proconsul, Cargo, Implant pentru Refuz).
Este cavaler al Ordinului Meritul Cultural, și cetățean de onoare al municipiului Timișoara.
În 1996 a fost votat "cel mai bun bassist din Romania de câteva publicații de specialitate.

## Discografie
1999 - Blazzaj - Atentie! (album)
2001 - Endless Zone - Schimbare (single)
2002 - Blazzaj - Macadam (Album)
2002- Partizan - Dusmanie (Single)
2003- Proconsul- Zece Povesti (Album)
2004- Proconsul - Da mai departe (Album)
2005 - Proconsul- 5 (Album)
2007- Proconsul - Balade Pentru Tine (Album)
2008 - Florin Chilian - Zece Porunci (Album)
2009 - Proconsul - Sens Unic (Album)
2012- Partizan - Drumul Spre Lumina (Single)
2014- Cargo - Nu ma lasa sa-mi fie dor (SIngle)
2014- Cargo - A 5-a dimensiune (single)
2017- Cargo- Live! La Arenele Romane (Album)
2018- Implant Pentru Refuz - Sub Straturi (Single)
2019- Robin And The Backstabbers- Picnic la marginea drumului (Single)
În 2019 s-a retras din activitatea concertistică, el fiind acum producator muzical la Snog Studio Sibiu.